# Жорнівка (Березинський район)
Жорнівка (біл. вёска Жорновка) — село в складі Березинського району Мінської області, Білорусь. Село підпорядковане Березинській сільській раді, розташоване в східній частині області.